# Mammillaria albilanata

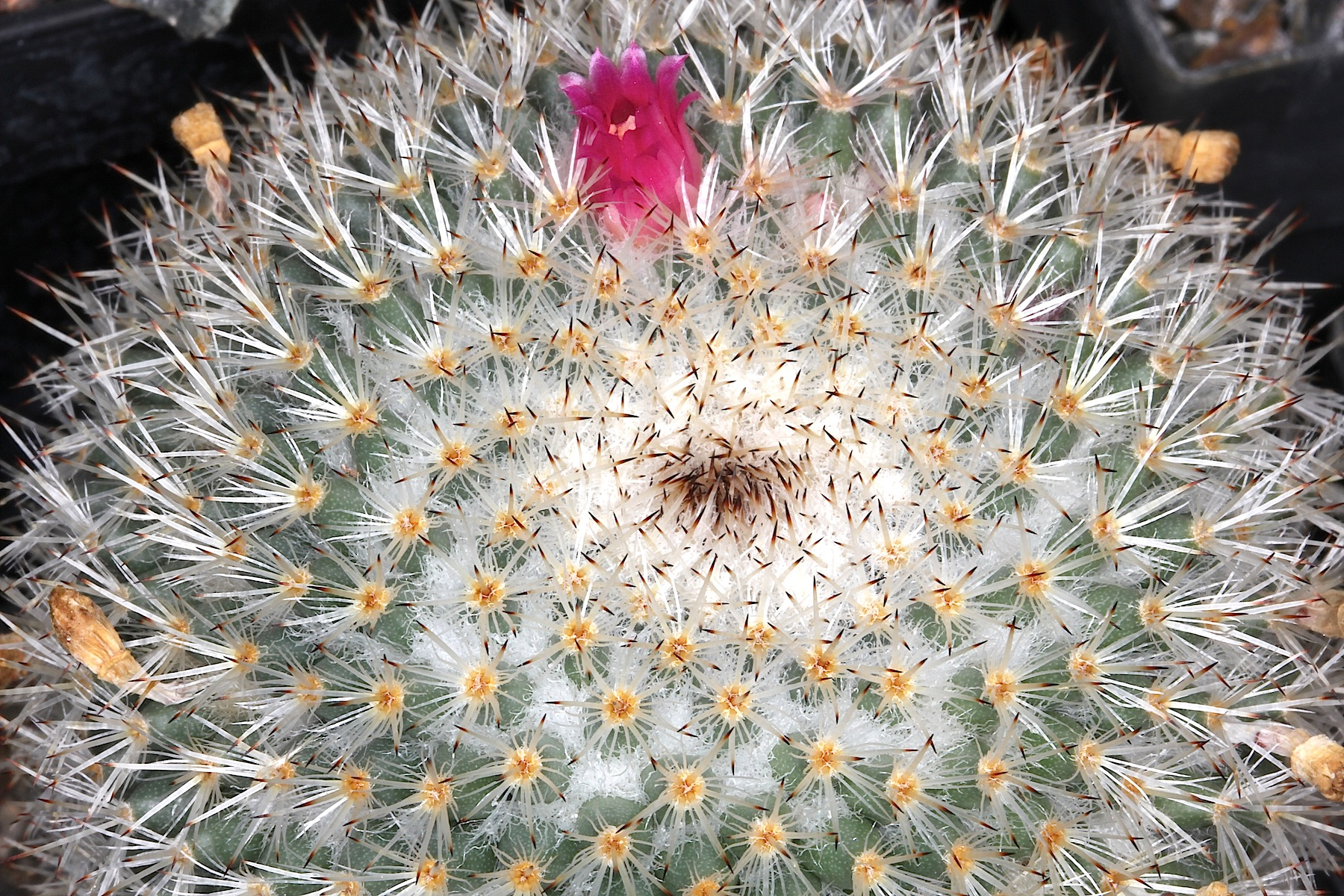
Mammillaria albilanata subsp. oaxacana

Mammillaria albilanata ist eine Pflanzenart aus der Gattung Mammillaria in der Familie der Kakteengewächse (Cactaceae). Das Artepitheton bedeutet 'weißwollig'.

## Beschreibung
Mammillaria albilanata, die weißwollige Mammillaria hat einen derbzylindrischen graugrünen Körper mit teilweise mehr als 15 Zentimeter Höhe und 8 Zentimeter im Durchmesser. Die Warzen sind graugrün und spiralig angeordnet. Sie sind fest und haben keinen Milchsaft. Die weißhaarigen Axillen sind mit grober Wolle besetzt. Etwa 15 bis 26 steif-weiße Randdornen mit einer Länge von 2 bis 4 Millimeter und einer leicht dunklen Spitze werden von 2 bis 4 steifen Mitteldornen gekrönt. Die Mitteldornen sind gerade weiß bis cremefarben mit bräunlicher Spitze und werden nur 2 bis 3 Millimeter lang.
Die Blüten sind nur 7 Millimeter lang und tief karminrosa, purpurrosa bis rosa gefärbt. Die Früchte sind rosa bis rot. Sie haben hellbraune Samen.

## Verbreitung, Systematik und Gefährdung
Mammillaria albilanata ist in den mexikanischen Bundesstaaten Guerrero, Oaxaca, Puebla, Chiapas und Colima verbreitet.
Die Erstbeschreibung erfolgte 1939 durch Curt Backeberg. Ein nomenklatorisches Synonym ist Neomammillaria albilanata (Backeb.) Y.Itô (1981).
Es werden folgende Unterarten unterschieden:
- Mammillaria albilanata subsp. albilanata:
Die Blüten sind tief karminrot. Die Nominatform kommt nur in den mexikanischen Bundesstaaten Guerrero, Puebla, Colima und Chiapas in Höhen zwischen 500 und 2000 Metern vor.
- Mammillaria albilanata subsp. oaxacana D.R.Hunt:
Die Erstbeschreibung erfolgte 1997 durch David Richard Hunt.[3] Die Unterart hat karminrote bis rosa farbene Blüten. Sie kommt nur im mexikanischen Bundesstaat Oaxaca in Höhen zwischen 700 und 2400 Metern vor.
- Mammillaria albilanata subsp. reppenhagenii (D.R.Hunt) D.R.Hunt:
Die Erstbeschreibung erfolgte 1977 als Mammillaria reppenhagenii durch David Richard Hunt[4] 1997 stellte David R. Hunt die Art als Unterart zu Mammillaria albilanata.[3] Die Unterart hat karminrote Blüten, die Perianthsegmente sind mit hellen Rändern versehen. Sie kommt nur im mexikanischen Bundesstaat Colima in Höhen zwischen 900 und 1300 Metern vor.
- Mammillaria albilanata subsp. tegelbergiana (H.E. Gates ex G.E. Lindsay) D.R.Hunt:
Die Erstbeschreibung erfolgte 1966 als Mammillaria tegelbergiana durch George Edmund Lindsay (1916–2002).[5] David R. Hunt stellte die Art 1997 als Unterart zu Mammillaria albilanata.[3] Die Unterart hat purpurrosafarbene Blüten. Sie kommt nur im mexikanischen Bundesstaat Chiapas in Höhen zwischen 700 und 2200 Metern vor.

In der Roten Liste gefährdeter Arten der IUCN wird die Art als „Least Concern (LC)“, d. h. als nicht gefährdet geführt.

## Nachweise